# Sirmaniyah
Sirmaniyah (tiếng Ả Rập: سرمانيةSirmāniyah, cũng đánh vần là Sarmania, al-Sarmaniyah, Sermaniye) là một ngôi làng ở miền bắc Syria, một phần hành chính của Tỉnh Hama, phía tây bắc Hama. Các địa phương lân cận bao gồm Jisr al-Shughur 12 km về phía bắc, Qarqur về phía đông bắc, al-Ziyarah ở phía đông nam và Farikah ở phía nam. Theo Cục Thống kê Trung ương Syria (CBS), Sirmaniyah có dân số 2.087 trong cuộc điều tra dân số năm 2004. Cư dân của nó chủ yếu là người Hồi giáo Sunni.

## Lịch sử
Sirmaniyah đã được xác định là làng "Sarum" nơi John Maron, tộc trưởng Maronite đầu tiên được sinh ra. Tuy nhiên, làng Sarmin của Syria ở phía bắc cũng được xác định là "Sarum".
Trong thế kỷ 12 Sirmaniyah phục vụ như là một Crusader pháo đài và thái ấp được gọi là "Sarmania", một phần của Công quốc Antioch. Tên của nó bắt nguồn từ gia đình Sarmani, người kiểm soát lâu đài. Người Sarmani là một gia đình người Đức, nhiều người trong số họ có các thành viên chiếm các văn phòng cao cấp trong Công quốc, bao gồm Gervais của Sarmania. Pháo đài đã bị Saladin, vương quốc Hồi giáo của triều đại Ayyubid bắt giữ, vào ngày 19 tháng 8 năm 1188 sau một cuộc bao vây ngắn.
Sirmaniyah đã chứng kiến bạo lực trong cuộc nội chiến Syria đang diễn ra giữa chính phủ và các lực lượng đối lập. Theo các nhà hoạt động đối lập, ngôi làng đã bị xe tăng của Quân đội Syria tấn công vào ngày 10 tháng 6 năm 2011, ngay từ đầu cuộc nổi dậy. Các cư dân chạy trốn của Sirmaniyah đã bị quân đội Syria truy đuổi. Các nhà hoạt động tuyên bố rằng Quân đội Syria đã nhập cuộc với hàng trăm binh sĩ và "dọn sạch ba ngôi làng", bao gồm cả Sirmaniyah. Ít nhất một người đã bị giết trong làng. Vào ngày 23 tháng 4 năm 2015, các cuộc đụng độ nặng nề đã được báo cáo trong làng như một phần của chiến dịch nổi dậy nhằm bắt giữ Jisr al-Shughur. Vào ngày 14 tháng 10, Quân đội Syria đã chiếm ngôi làng.